# Bartolomé Cairasco de Figueroa
Bartolomé Cairasco de Figueroa (Las Palmas de Gran Canaria, 8 de octubre de 1538-Ib., 10 de octubre de 1610) fue un poeta, dramaturgo y músico canario. Es uno de los fundadores de la literatura canaria, en el marco de la literatura de su tiempo, no solo por ser uno de los primeros escritores de nombre conocido, sino por haber  incorporado a su obra elementos característicos de la cultura canaria tras la conquista de este archipiélago por parte de la Corona de Castilla, a finales del siglo XV.

## Biografía
Cairasco nació en Las Palmas de Gran Canaria, en cuya catedral fue bautizado el 8 de octubre de 1538 por el canónigo Alonso de Monleón. Era descendiente, por la vía paterna, de ítalo-nizardos, y por la vía materna, de canarios indígenas, por lo que conocía la lengua amazig insular por familia materna.
En 1551 es enviado por su familia a la ciudad de Sevilla para formarse en letras y teología. Con tan sólo trece años toma posesión de una canonjía en la Catedral de Canarias. En 1555 amplía estudios en Portugal, posiblemente en Lisboa o Coímbra. Hacia 1570 comienza a cultivar el verso esdrújulo, del que llegó a ser su máximo representante, por lo que fue admirado por Cervantes y Góngora. Cervantes lo incluyó en su "Canto de Calíope" dentro de La Galatea (1585). 
Durante más de veinte años desarrolló en su casa una tertulia humanística dedicada a Apolo Délfico. Asisten, entre otros, Leonardo Torriani, Abreu y Galindo, Antonio de Viana, Ambrosio López, Juan de la Cueva, Pacheco de Narváez, Gonzalo Argote de Molina y un largo etcétera. Mientras tanto, va ocupando diversos cargos eclesiásticos, llegando a ser, sucesivamente, secretario del Cabildo Catedral, desde 1572, Maestro de Ceremonias de la Catedral, así como Conyúdice del Cabildo y Obrero Mayor.
En 1595 defiende a Gran Canaria de los ataques del corsario Drake y en 1599 actúa como negociador en el ataque del corsario holandés Pieter van der Does, que arrasa la ciudad de Las Palmas.
En 1605 acepta la jubilación como prior de la Catedral de Canarias, que ya le había sido concedida años antes, en 1591. Tras haber otorgado testamento el 10 de octubre de 1610, fallece en su ciudad natal. Recibió sepultura en la capilla de Santa Catalina de la Catedral a la que sirvió tantos años.

## Obra

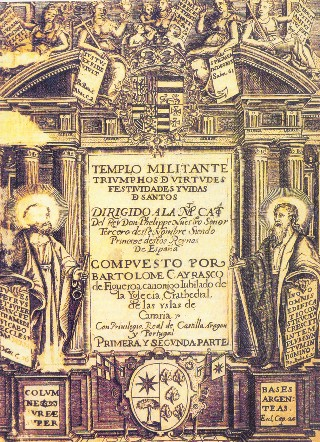
Portada de El Templo Militante.

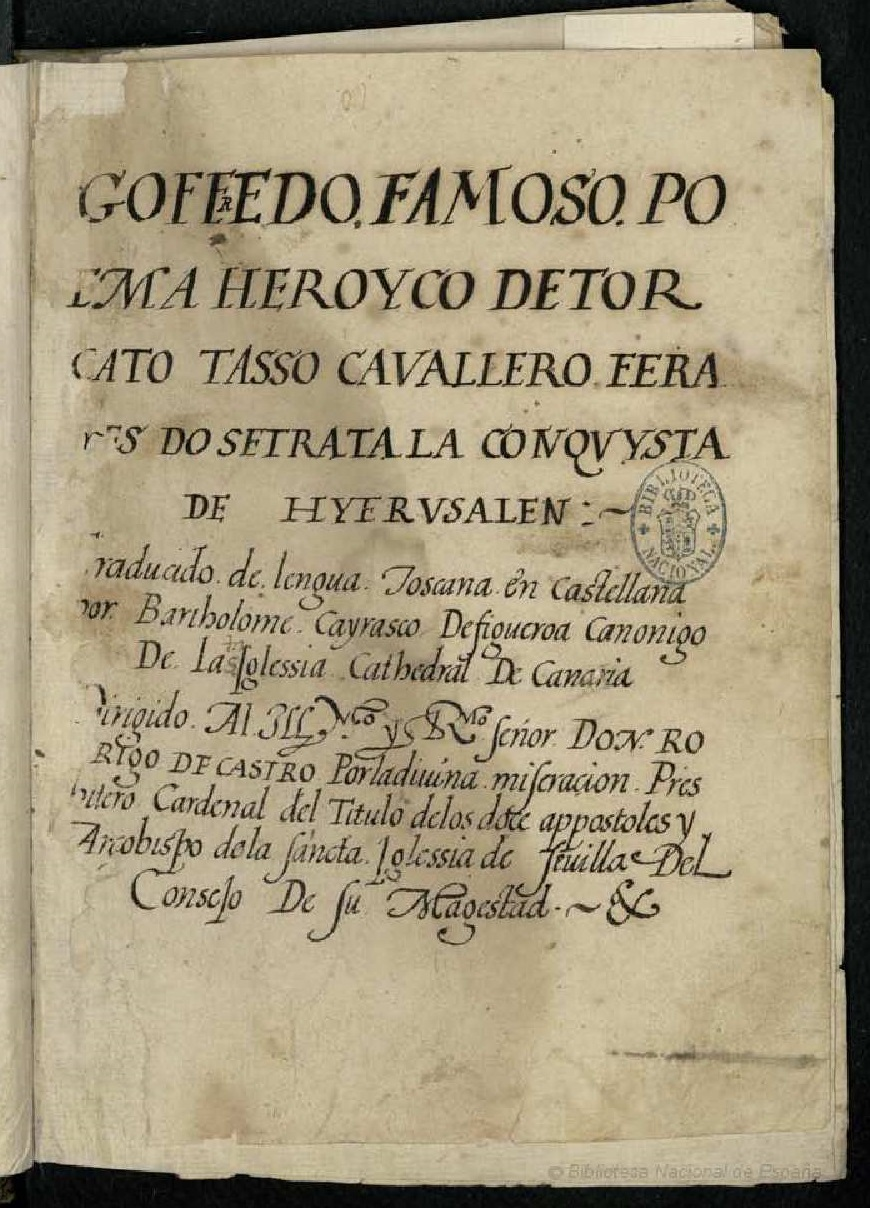
Jerusalem Libertada de Torcuato Tasso, traducida por Bartolomé Cairasco y titulada Goffedo Famoso. Manuscrito del en la BNE.

Cairasco cultivó principalmente el verso, pero las primeras noticias sobre su obra se refieren al género de la comedia. En 1558 representó la que pudo ser su primera obra, un entremés para celebrar el día de la Asunción. El propio autor la destruyó tras delatarse al Santo Oficio, por considerar algunos pasajes de la obra blasfemos para la fe cristiana. Posteriormente, hacia 1576, representa una comedia en honor de la llegada a Gran Canaria del obispo Cristóbal Vela Tavera. Mientras tanto cultiva intensamente un tipo de verso que le dará la fama: el verso esdrújulo. Su maestría llegó a tal extremo que influyó decisivamente en la formación de Luis de Góngora, tal y como afirma uno de los más destacados críticos del autor cordobés, José María Micó (1990).
El 8 de mayo de 1582 representa la Comedia del Reçebimiento, encargada por el Cabildo Catedral un año antes para dar la bienvenida al nuevo obispo, don Fernando de Rueda. Se trata de una de sus obras fundamentales, en la que cimienta las bases de la literatura canaria posterior, al introducir el tema del aborigen canario, representado por la figura del insurrecto Doramas, o la mitificación de la Selva del mismo nombre, entre otros aspectos. En el texto, además, se insertan abundantes fragmentos escritos en la lengua aborigen canaria, lengua que conocía por vía materna, por primera vez en su tiempo.
Otras obras teatrales suyas son: Tragedia y martirio de Santa Catalina de Alejandría, Comedia del Alma, y Tragedia de Santa Susana.
Hacia 1600 traduce la Jerusalem Libertada de Torcuato Tasso, en la que el autor añade, de su propia cosecha, más de cuarenta octavas reales para describir las grandezas del archipiélago canario. 
Su obra cumbre, no obstante, será el Templo Militante, del que aparecieron cuatro tomos entre 1602 y 1614. Se trata de una especie de santoral cristiano escrito en verso y que conoció enorme popularidad a principios del siglo XVII. Aunque el cuarto volumen se editó póstumamente, esta obra gozó de múltiples ediciones, privilegio entonces reservado a unos pocos.
Una parte de la obra de Cairasco, sin embargo, todavía permanece inédita, como es el caso de la Esdrujúlea, colección de versos proparoxítonos que le dieron celebridad en vida.

## Significado

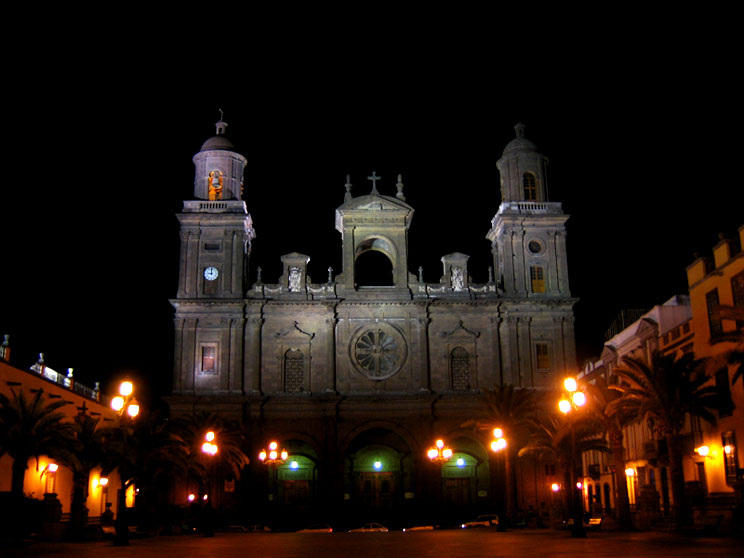
Catedral de Canarias, templo donde se encuentran sus restos mortales y de donde fue canónigo y deán.

Como se ha señalado, la obra de Cairasco, desde la perspectiva actual, reúne un número considerable de los rasgos característicos de la literatura canaria y de la cultura en la que esta se desarrolla. Uno de esos rasgos es la naturalidad con la que su obra hace de puente entre el pasado histórico de las Islas Canarias antes de la dominación castellana, representado por el mundo aborigen canario, y después de esta. Entre los rasgos que Cairasco resalta en el antiguo canario, desde su perspectiva cristiana, están el sentimiento de humildad y la piedad religiosa. 
De cualquier modo, las cualidades humanas que Cairasco otorga a sus antepasados están mediatizadas por una acusada tendencia hacia la magnificación y esencialización de los espacios de su experiencia de vida, que se pueden resumir en tres grandes iconos de dimensión psicogeográfica: la Selva de Doramas, el pico Teide y el Océano Atlántico. La personal perspectiva de Cairasco le hace cualificar esos espacios por contraste con los de la prestigiosa tradición mítica grecolatina. Sus atrevimientos verbales, cifrados por ejemplo en el uso del verso esdrújulo, son precursores del movimiento barroco posterior.
Toda la tradición literaria canaria de los siglos posteriores ha referenciado a este autor como un modelo por seguir, desde Antonio de Viana (siglo XVII), hasta José Viera y Clavijo (siglo XVIII), Graciliano Afonso o Rafael Bento y Travieso (siglo XIX).